# 西蒙·克拉克
爵士 （1984年9月28日—）是英国政治人物，现任内阁大臣，国会议员。

## 早年经历
克拉克出生在North Tees医院，成长于约克郡北部的马顿村。父亲理查德为事务律师，母亲Jill Clarke是全职母亲。 中学就读于北约克郡的Yarm私立中学，后升入牛津大学大学学院学习历史。大学毕业后，克拉克移居伦敦，在司力达律师事务所接受事务律师培训。2010年为萨里郡的保守党议员多米尼克·拉布及约克郡的保守党议员格拉汉姆·斯图尔特工作。

## 个人生活
克拉克身高2.01米，是英国有记载的第二高的国会议员，读书时有“柱子”之号。